# Greenbush
|  | Per a altres significats, vegeu «Greenbush (desambiguació)». |

Greenbush és una població del Comtat de Roseau (Minnesota) als Estats Units d'Amèrica. Segons el cens dels Estats Units del 2000 tenia 784 habitants.

## Demografia
Segons el cens del 2000 Greenbush tenia 784 habitants, 317 habitatges, i 194 famílies. La densitat de població era de 205,9 habitants per km².
Dels 317 habitatges en un 28,1% hi vivien nens de menys de 18 anys, en un 52,7% hi vivien parelles casades, en un 4,1% dones solteres, i en un 38,8% no eren unitats familiars. En el 36,9% dels habitatges hi vivien persones soles el 20,5% de les quals corresponia a persones de 65 anys o més que vivien soles. El nombre mitjà de persones vivint en cada habitatge era de 2,28 i el nombre mitjà de persones que vivien en cada família era de 3,02.
Per edats la població es repartia de la següent manera: un 23,2% tenia menys de 18 anys, un 7,1% entre 18 i 24, un 26,3% entre 25 i 44, un 18,4% de 45 a 60 i un 25% 65 anys o més.
L'edat mediana era de 40 anys. Per cada 100 dones de 18 o més anys hi havia 94,2 homes.
La renda mediana per habitatge era de 33.750 $ i la renda mediana per família de 46.339 $. Els homes tenien una renda mediana de 30.268 $ mentre que les dones 20.250 $. La renda per capita de la població era de 18.565 $. Entorn del 2,4% de les famílies i el 6,6% de la població estaven per davall del llindar de pobresa.

## Poblacions properes
El següent diagrama mostra les poblacions més properes.